# Murony
Murony è un comune dell'Ungheria di 1 200 abitanti (dati 2015) . È situato nella contea di Békés.